# الوثبة الكبيرة
الوثبة الكبيرة (بالإنجليزية: The Big Bounce)‏ وهو فيلم أمريكي كوميدي أنتج في سنة 2004 وهو من بطولة أوين ويلسون وتشارلي شين وساره فوستر ومورغان فريمان ومن إخراج جورج أرميتاج وهو من تأليف إيلمور ليونارد، قصة الفلم تتكلم عن فتاة تخدع الرجال بعلاقاتها كي تأخذ أموالهم لكن أحد الرجال من ألذين تصادفهم الفتاة ينجح في خداعها وتوريطها في جريمة قتل وبأخذ كل الأموال التي كانت تنوي أخذها.

## البطولة
- أوين ويلسون بدور جاك ريان
- مورغان فريمان بدور والتر كروس
- تشارلي شين بدور بوب روجرز
- ساره فوستر بدور نانسي هاييس
- فيني جونس بدور لو هاريس
- غاري سينيز بدور راي ريتشي
- بيبيه نيوويرث بدور أليسون ريتشي
- ويلي نيلسون بدور جوي
- هاري دين ستانتون بدور السيد بوب روجرز

## وصلات خارجية
- الوثبة الكبيرة على موقع IMDb (الإنجليزية)
- الوثبة الكبيرة على موقع ميتاكريتيك (الإنجليزية)
- الوثبة الكبيرة على موقع روتن توميتوز (الإنجليزية)
- الوثبة الكبيرة على موقع قاعدة بيانات الأفلام العربية
- الوثبة الكبيرة على موقع ألو سيني (الفرنسية)
- الوثبة الكبيرة على موقع Turner Classic Movies (الإنجليزية)
- الوثبة الكبيرة على موقع أول موفي (الإنجليزية)
- الوثبة الكبيرة على موقع بوكس أوفيس موجو (الإنجليزية)
- الوثبة الكبيرة على موقع فيلمافينيتي (الإسبانية)
- الوثبة الكبيرة على موقع قاعدة بيانات الأفلام السويدية (السويدية)

- الوثبة الكبيرة على قاعدة بيانات الأفلام على الإنترنت